# Brymela fissidentoides
Brymela fissidentoides là một loài Rêu trong họ Hookeriaceae. Loài này được (Hook. f. & Wilson) W.R. Buck mô tả khoa học đầu tiên năm 1989.